# Witold Pyrkosz

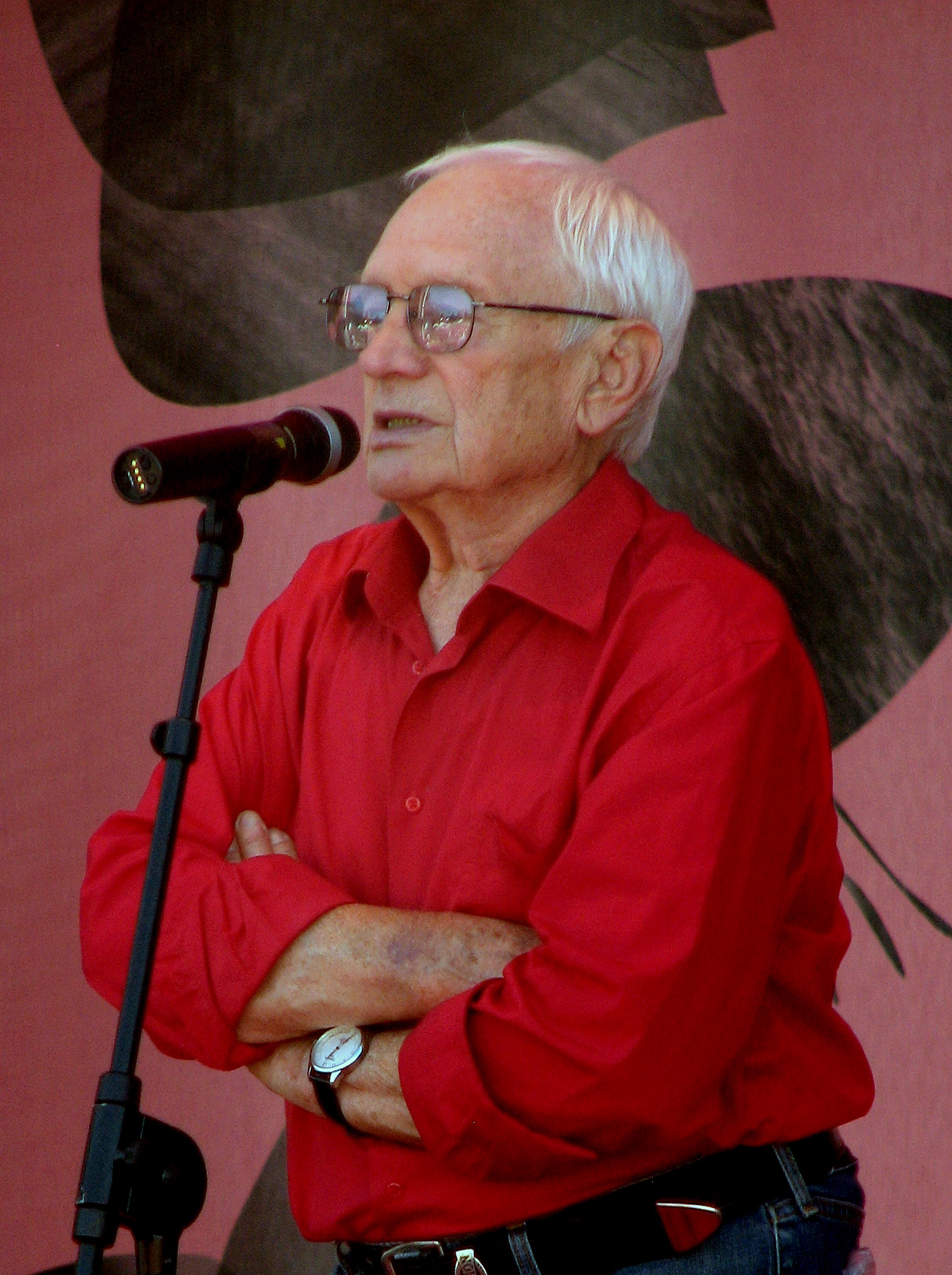
Witold Pyrkosz (2010)

Witold Pyrkosz (* 24. Dezember 1926 in Krasnystaw; † 22. April 2017 in Warschau) war ein polnischer Theater- und Filmschauspieler.

## Biografie
Witold Pyrkosz war 1954 Absolvent der Hochschule für Schauspielkunst (Wyższa Szkoła Aktorska) in Krakau. Sein Theaterdebüt hatte er im Jahr 1955 am Theater Stefan Żeromski in Kielce im Stück Lekkomyślna siostra (Die leichtsinnige Schwester) von Włodzimierz Perzyński. Sein Kinodebüt gab er 1956 in dem Film Cień (Schatten)  von Jerzy Kawalerowicz.
Später spielte er viele unvergessliche Rollen, darunter in Meta unter Regisseur Antoni Krauze und Vabank unter Juliusz Machulski. Der Schauspieler war auch einer der Mitbegründer und Direktor des Kabaretts Dreptak.
Pyrkosz war verheiratet mit Krystyna, mit der er drei Kinder hatte. Er war Mitglied der Partei des Guten Humors – Partia Dobrego Humoru.

## Ehrungen
- Goldenes Verdienstkreuz der Republik Polen (1974)
- Ritterkreuz des Ordens Polonia Restituta (1984)
- Auszeichnung für Verdiente um die polnische Kultur (1984)
- Gloria-Artis-Medaille für kulturelle Verdienste in Gold (Medaille Zasłużony Kulturze – Gloria Artis) (2009)[2]
- Polnischer Fernsehpreis „Telekamera 2005“ in der Kategorie Bester Schauspieler
- Polnischer Fernsehpreis „Telekamera 2007“ („Złote Spinki“/Goldene Manschettenknöpfe) – Ehrenpreis

## Filmografie (Auswahl)
- 1958: Eroica – Polen 44 (Eroica – Symfonia bohaterska w dwóch częściach)
- 1965: Die Handschrift von Saragossa (Rękopis znaleziony w Saragossie)
- 1966: Vier Panzersoldaten und ein Hund (Fernsehserie)
- 1967: Our Folks
- 1969: Nur der Tote kann es sagen (Tylko umarły odpowie)
- 1970: Aktion Brutus (Akcja Brutus)
- 1973: Copernicus (Kopernik)
- 1974: Janosik – Held der Berge (Janosik) (Fernsehserie)
- 1980: Ein Mann bleibt sich treu (Constans)
- 1981: Alles auf eine Karte (Vabank)
- 1984: Wer ist der Mann? (Kim jest ten człowiek)
- 1985: Retourkutsche (Vabank II, czyli riposta)
- 1993: Przypadek Pekosińskiego
- 1995: Aquarium (Akwarium)